# كروس ريل
كروس ريل هو مشروع مواصلات ما زال قائما ويهدف إلى ربط غرب لندن بشرقها عبر نفق قطارات جديد، ويربط بين الشبكة القائمة المعروعة بالـ أندرغراوند.
تبلغ تكاليف المشروع 15 مليار جنيه إسترليني (21 مليار دولار)، وسيطلق على النفق الجديد اسم (إليزابيث لاين) تكريما للملكة وسيبدأ تشغيله في 2018 م.